# Speed Date
Speed Date ist das siebte Soloalbum der Hamburger Rapperin Haiyti. Es erschien am 3. Dezember 2021 über das Label Hayati Records und wird von Universal Urban vertrieben.

## Produktion
An der Produktion des Albums waren insgesamt 18 Musikproduzenten beteiligt, wobei Jush sieben Lieder produzierte. An der Musik zu fünf Songs wirkte Umru mit, während drei Titel von Project X produziert wurden. Je zwei Produktionen stammen von Asadjohn und Matt Mendo. Zudem waren DJ Ilan, Haiyti, Tua, DJ H, die Bounce Brothas, Dillon Jaymes, Kid Trash, Sizzy, Matthias Grgic, Iso Izet Beganovic, Philip Paruschke, Bulled Proof und Lukas OP an je einem Song beteiligt.

## Covergestaltung
Das Albumcover ist in Grau gehalten und zeigt ein futuristisches Fahrzeug in Sternenform, das mit Kanonen bewaffnet ist. Im unteren Teil des Bildes befindet sich der blau-rote Schriftzug Speed Date.

## Gastbeiträge
Auf acht Liedern des Albums treten neben Haiyti weitere Künstler in Erscheinung. So ist der Rapper Money Boy auf dem Song Stupido zu hören, während Doktor Sterben auf Nur Medizin einen Gastbeitrag hat. An Zahl es bar ist Skoob102 beteiligt und der Rapper Caney030 ist auf Hundertzehn (110) vertreten. Das Stück Burberry Money Clip All Starz ist eine Kollaboration mit Sly Alone, Doktor Sterben, Souly und Caney030. Auf Philipp Plein wird Haiyti von Kid Trash unterstützt, während sie bei No Front wiederum mit Sly Alone zusammenarbeitet. Zudem hat der Rapper Kaisa Natron einen Gastauftritt bei Jil Sander.

## Titelliste
| #  | Titel                         | Gastmusiker                                | Produzent              | Länge |
| -- | ----------------------------- | ------------------------------------------ | ---------------------- | ----- |
| 1  | Boo                           |                                            | Umru                   | 1:26  |
| 2  | Hyperspeed                    |                                            | Matt Mendo             | 1:45  |
| 3  | Lois Lane                     |                                            | Matt Mendo             | 1:53  |
| 4  | Niemandsland                  |                                            | DJ H, Umru             | 1:45  |
| 5  | Stupido                       | Money Boy                                  | Bounce Brothas         | 2:00  |
| 6  | Nur Medizin                   | Doktor Sterben                             | Asadjohn               | 2:55  |
| 7  | Xtra Dry                      |                                            | Umru, Dillon Jaymes    | 2:44  |
| 8  | Zahl es bar                   | Skoob102                                   | Asadjohn               | 3:31  |
| 9  | Sterben                       |                                            | Project X, Jush, Sizzy | 3:22  |
| 10 | Hundertzehn (110)             | Caney030                                   | Project X              | 2:06  |
| 11 | Philipp Plein                 | Kid Trash                                  | Kid Trash              | 2:36  |
| 12 | 2 Phones                      |                                            | Umru                   | 1:42  |
| 13 | No Front                      | Sly Alone                                  | Matthias Grgic, Jush   | 3:38  |
| 14 | Entertainment                 |                                            | DJ Ilan                | 1:50  |
| 15 | Jil Sander                    | Kaisa Natron                               | Iso Izet Beganovic     | 2:12  |
| 16 | Goldschmuck                   |                                            | Philip Paruschke       | 2:03  |
| 17 | Auf dem Weg                   |                                            | Bulled Proof           | 2:16  |
| 18 | Merlot (Wo bist du)           |                                            | Jush                   | 2:47  |
| 19 | Drama                         |                                            | Haiyti, Tua            | 2:35  |
| 20 | Breakdance                    |                                            | Jush                   | 3:15  |
| 21 | Milligramm                    |                                            | Project X, Jush        | 2:28  |
| 22 | Burberry Money Clip All Starz | Sly Alone, Doktor Sterben, Souly, Caney030 |                        | 3:24  |
| 23 | Wunder                        |                                            | Jush, Umru             | 2:28  |
| 24 | Bevor es endet                |                                            | Jush                   | 2:39  |
| 25 | Gabba                         |                                            | Lukas OP               | 2:25  |

## Chartplatzierungen und Singles
Speed Date stieg am 10. Dezember 2021 für eine Woche auf Platz 99 in die deutschen Albumcharts ein.
| ChartsChartplatzierungen | Höchstplatzierung | Wochen |
| ------------------------ | ----------------- | ------ |
| Deutschland (GfK)        | 99 (1 Wo.)        | 1      |

Im Vorfeld des Albums wurden die Lieder Xtra Dry, Drama, No Front, Niemandsland, Hyperspeed, Philipp Plein, Sterben und Jil Sander als Singles veröffentlicht. Im März 2022 erschien mit Gabba die letzte Single aus dem Album.

## Rezeption
| Professionelle Bewertungen | Professionelle Bewertungen |
| -------------------------- | -------------------------- |
| Kritiken                   |                            |
| Quelle                     | Bewertung                  |
| laut.de                    | [ 4 ]                      |

Franz Mauerer von laut.de bewertete Speed Date mit vier von möglichen fünf Punkten. Das Album besitze eine gewisse „Grundaggressivität“ und einige Lieder gehörten „zum Besten, was Haiyti jemals vorlegte.“ Die Rapperin setze „ihre Stimme viel breiter ein, Gekreische, unterkühlter Rap, vokalisches Trapinstrument, Gesang, alles da, alles mit 100% Einsatz“ und überzeuge mit „Souveränität [und] Liebe zum Detail.“